# 宪法广场 (基辅)

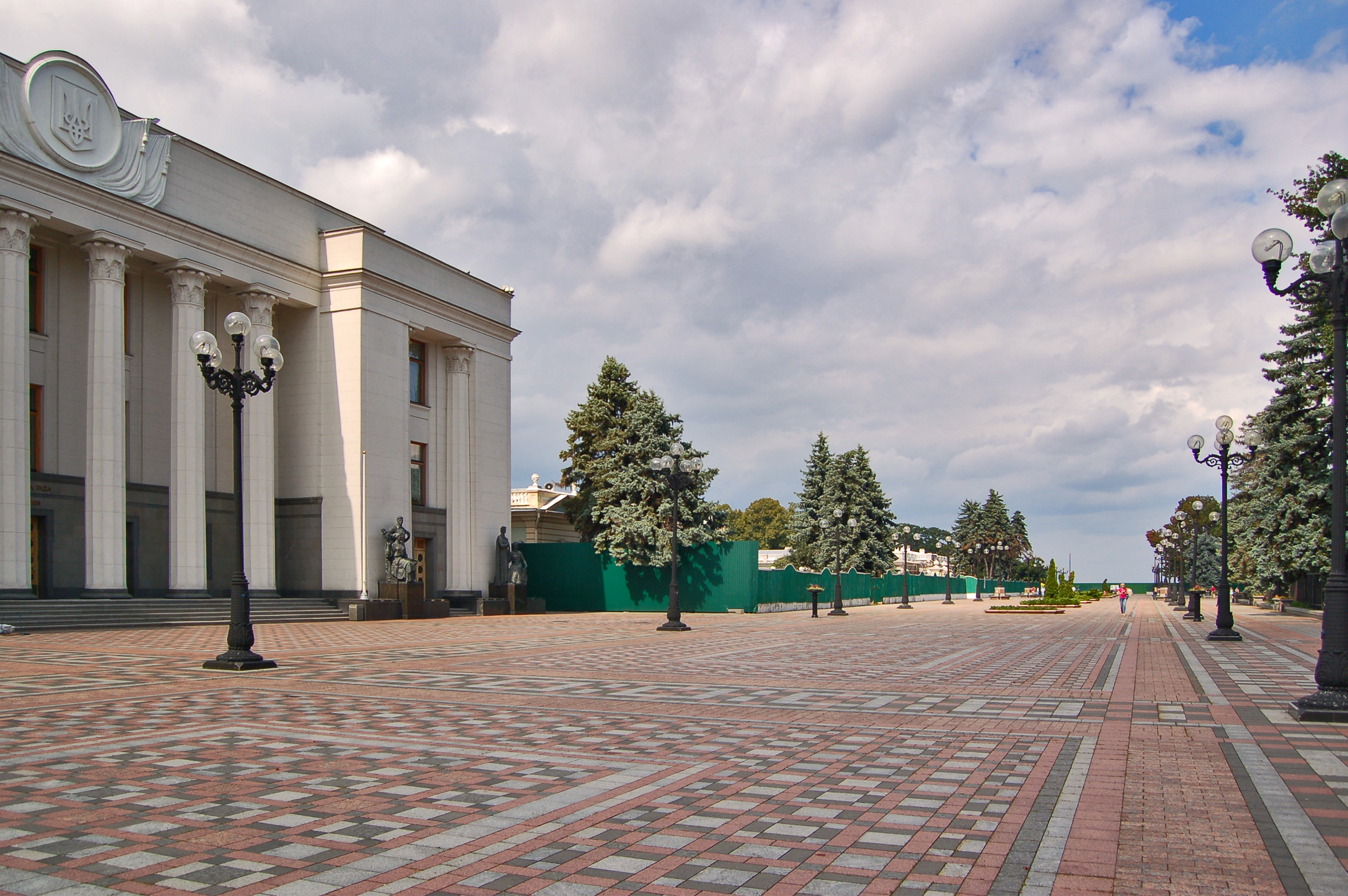
宪法广场

50°26′49.40″N 30°33′15.25″E / 50.4470556°N 30.5542361°E
宪法广场（羅馬化：Ploshcha Konstytutsii）是基辅市中心佩切斯克街區的一个广场，仅限于行人进入。
宪法广场是格魯舍夫斯基大街向第聂伯河河岸的延伸。广场的北面是两个政府大楼：最高拉达大楼和馬林斯基宮，而在其南侧为马林斯基公园。
在20世纪30年代，广场曾根据乌克兰中央执行委员会命名，在1940年又更名为十月广场。 第二次世界大战后它被称为最高拉达广场。1977年，广场命名为苏维埃广场。
苏联解体以后，当局并不急于摆脱这样的名字。直到2012年，才被正式更名为现名宪法广场。